# William Henry Barlow
William Henry Barlow (Woolwich, 10 maggio 1812 – Charlton, 12 novembre 1902) è stato un fisico inglese.
Figlio di Peter Barlow, progettò la Saint Pancras Station e ideò un nuovo tipo di rotaia. Fu membro e poi vicepresidente della Royal Society.